# Neustadt 442 (Landshut)
Das mittelalterliche Gebäude Neustadt 442 in der Altstadt von Landshut wurde 2012 abgerissen. Das Gebäude war 8,75 m breit und wies eine Längsteilung und eine Durchfahrt zum Hof auf. Die Bausubstanz des Hauses einschließlich der bis 2012 erhaltenen Dachkonstruktion ging auf die Jahre 1383/84 zurück. Teilbereiche gingen wohl bis auf die Gründung der Neustadt im 13. Jahrhundert zurück. Ursprünglich wies das Haus zwei Geschosse mit Kniestock auf. Später wurde das Haus um einen dritten Stock aufgestockt. Das 1474 erstmals urkundlich erwähnte eher ärmliche Gebäude wurde wohl über Jahrhunderte als Schmiede genutzt.